# Machaerium pseudotipe
Machaerium pseudotipe är en ärtväxtart som beskrevs av August Heinrich Rudolf Grisebach. Machaerium pseudotipe ingår i släktet Machaerium och familjen ärtväxter. Inga underarter finns listade i Catalogue of Life.